# جمعية كشافة زيمبابوي
جمعية كشافة زيمبابوي هي عضو في المنظمة العالمية للحركة الكشفية. الحركة الكشفية في زيمبابوي أسهمت في تاريخ الدولتين ملاوي وزامبيا، اللتان تم إرتبطا بعلاقات قوية على مدى عقود.

## روابط خارجية
- الموقع الرسمي

‌